# Woodnorth (Manitoba)
Woodnorth est une communauté non incorporée du Manitoba située dans l'Ouest de la province et faisant partie de la municipalité rurale de Pipestone. La localité est située à approximativement 17 km (11 miles) au sud-ouest de Virden.

## Référence
- (en) Cet article est partiellement ou en totalité issu de l’article de Wikipédia en anglais intitulé « Woodnorth, Manitoba » (voir la liste des auteurs).